# Odontocera quinquecallosa
Odontocera quinquecallosa là một loài bọ cánh cứng trong họ Cerambycidae.